# Йоганн Пауль Фалькенштейн
Йоганн Пауль фон Фалькенштейн (нім. Johann Paul Freiherr von Falkenstein, 15 червня 1801, Пегау — 14 грудня 1882, Дрезден) — саксонський політичний діяч, барон.

## Життєпис
Призначений в 1844 році міністром внутрішніх справ Саксонії, він порушив досить загальну антипатію своїми реакційними спробами; проте в 1847 році виробив закон про пресу, дещо поліпшуючий її положення.
Революція 1848—1849 років у Німеччині змусила його піти в приватне життя.
У 1850 році він був призначений президентом консисторії, в 1853 — міністром культів і освіти. При ньому значно покращено утримання народних вчителів, засновано багато нових гімназій і учительських семінарій, поліпшені допоміжні навчальні засоби Лейпцігського університету (лабораторії, інститути тощо) І запрошено кілька великих вчених сил, так що він зайняв на час перше місце серед німецьких університетів.
У 1866 році, після закінчення Австро-прусської війни, Фалькенштайн зайняв пост президента кабінету. У 1868 році їм перетворено церковне управління в Саксонії: обрання церковних старост (нім. Kirchenvorstände) надано прихожанам. У 1871 році Фалькенштайн зайняв більш спокійний пост міністра королівського двору.
Написав на підставі рукописних заміток короля Йоганна і власних спогадів біографію: «Johann, König von Sachsen. Ein Lebensbild» (Дрезден, 1878). Див. Petzholdt, «Johann-Paul-Freiherr von Falkenstein» (Дрезден, 1882).